# Vassenden
Vassenden is een plaats in de Noorse gemeente Sunnfjord, provincie Vestland. Vassenden telt 262 inwoners (2007) en heeft een oppervlakte van 0,51 km².